# Budynek banku przy ulicy Małachowskiego 7 w Sosnowcu
Budynek przy ulicy Stanisława Małachowskiego 7 w Sosnowcu – zabytkowy obiekt wzniesiony w latach 1922–1924 w stylu neoklasycystycznym, według projektu architekta Mariana Lalewicza, położony przy ulicy Małachowskiego w Sosnowcu. Wybudowany jako oddział Banku Polskiego przez Krajową Kasę Pożyczkową; w okresie II wojny światowej został przekształcony w Bank Rzeszy. Po wojnie budynek służył jako siedziba Banku Śląskiego. W czasach PRL w piwnicach budynku działał klub Beanus, który był miejscem spotkań i wydarzeń artystycznych. Występował tam między innymi Józef Skrzek i grupa SBB.
Po przejęciu Banku Śląskiego przez ING stał się oddziałem ING Banku Śląskiego. W 1992 r. wykonano remont i modernizację banku według projektu architektów: Marka Franiek i Jana Skrzypka dokonano zmian w elewacji i obłożenia granitem cokołu i belki pod szczytem, wykonano nowe posadzki we wnętrzu.
W 1993 roku został wpisany do rejestru zabytków pod numerem A/1529/93. Otoczony jest zespołem budynków mieszkalnych wybudowanym przede wszystkim na potrzeby pracowników banku, które wraz z budynkiem banku tworzą wpisany do rejestru zabytków zespół budynków banku. W 2019 Bank ING zrezygnował z utrzymywanie oddziału w tym budynku a obiekt został wystawiony na sprzedaż. Nowym właścicielem w 2021 stał się Marcin Majchrowicz — zagłębiowski przedsiębiorca. Wraz z końcem remontu budynku w grudniu 2024 zapowiedziano nową funkcję budynku i nazwę: Bank Sztuki, przy okazji charytatywnego pokazu mody mark Majtki z Sosnowca.